# Суси Пуджиастути
Суси Пуджиастути (индон. Susi Pudjiastuti) — индонезийская предпринимательница и государственный деятель, министр по делам водных ресурсов и рыболовства Индонезии (с 2014 года). Владелица компании по экспорту морепродуктов PT ASI Pudjiastuti Marine Product, а также чартерной авиакомпании PT ASI Pudjiastuti Aviation, более известной как Susi Air.

## Биография
Суси Пуджиастути родилась 15 января 1965 года в Пангандаране, Западная Ява. Её родителей звали Хаджи Ахмад Карлан (индон. Haji Ahmad Karlan) и Хаджа Суву Ласмина (индон. Hajjah Suwuh Lasminah), они занимались недвижимостью и торговлей скотом. Суси и её родители — яванцы, но выросли в окружении сунданцев.
После окончания средней школы Суси поступила в старшую школу SMA Negeri 1 в Джокьякарте, откуда была исключена за участие в оппозиционном к правительству Сухарто движении «голпут» (индон. golput, от индон. golongan putih — белая группа). Таким образом, она стала первым в истории Индонезии министром, не завершившем среднего образования.
В 1983 году Суси начала карьеру предпринимателя, став дистрибьютором морепродуктов на рыбном аукционе в Пангандаране . В 1996 году она основала собственную компанию по добыче морепродуктов PT ASI Pudjiastuti. Компания довольно быстро вышла на международные рынки, начав экспорт своих товаров в страны Азии и Америки. Растущий спрос на морепродукты вынудил Суси приобрести для своей компании самолёт Cessna 208 Caravan; позже компанией была приобретена вторая «Cessna». Самолёты PT ASI Pudjiastuti использовались для быстрой доставки морепродуктов по Индонезии, а также в Сингапур, Гонконг и Японию. В 2004 году, после разрушительного цунами в Индийском океане, на них осуществлялись поставки продовольствия и прочей помощи жертвам цунами. Успех этой гуманитарной миссии позволил Суси выйти на рынок авиаперевозок. В том же 2004 году была основана авиакомпания Susi Air: первоначально она занималась перевозкой гуманитарных грузов в Ачех, затем, после приобретения новых воздушных судов, начала совершать рейсы на Калимантан и в Папуа. Ныне Susi Air является крупнейшим в Юго-Восточной Азии оператором самолётов «Sessna» и одним из крупнейших региональных авиаперевозчиков Индонезии.
26 октября 2014 года президент Джоко Видодо назначил Суси Пуджиастути министром по делам водных ресурсов и рыболовства в своём Рабочий кабинет. После назначения на эту должность она оставила руководство PT ASI Pudjiastuti и Susi Air.

## Личная жизнь
Первым мужем Суси Пуджиастури был швейцарец Даниэль Кайзер; от этого брака она имеет двух детей — Панджи Хилманшья (индон. Panji Hilmansyah) и Надин Кайзер (индон. Nadine Kaiser). В настоящее время она замужем за Кристианом фон Стромбеком нем. Christian Von Strombeck) — германским лётчиком и главным операционным директором Susi Air; у супругов один ребёнок — Алви Ксавье (индон. Alvy Xavier).